# Carey Bell

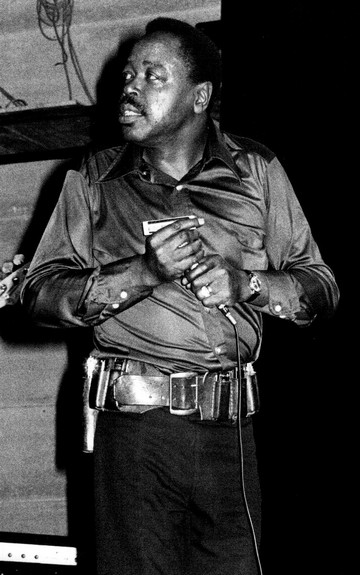
Carey Bell, Paris 1980

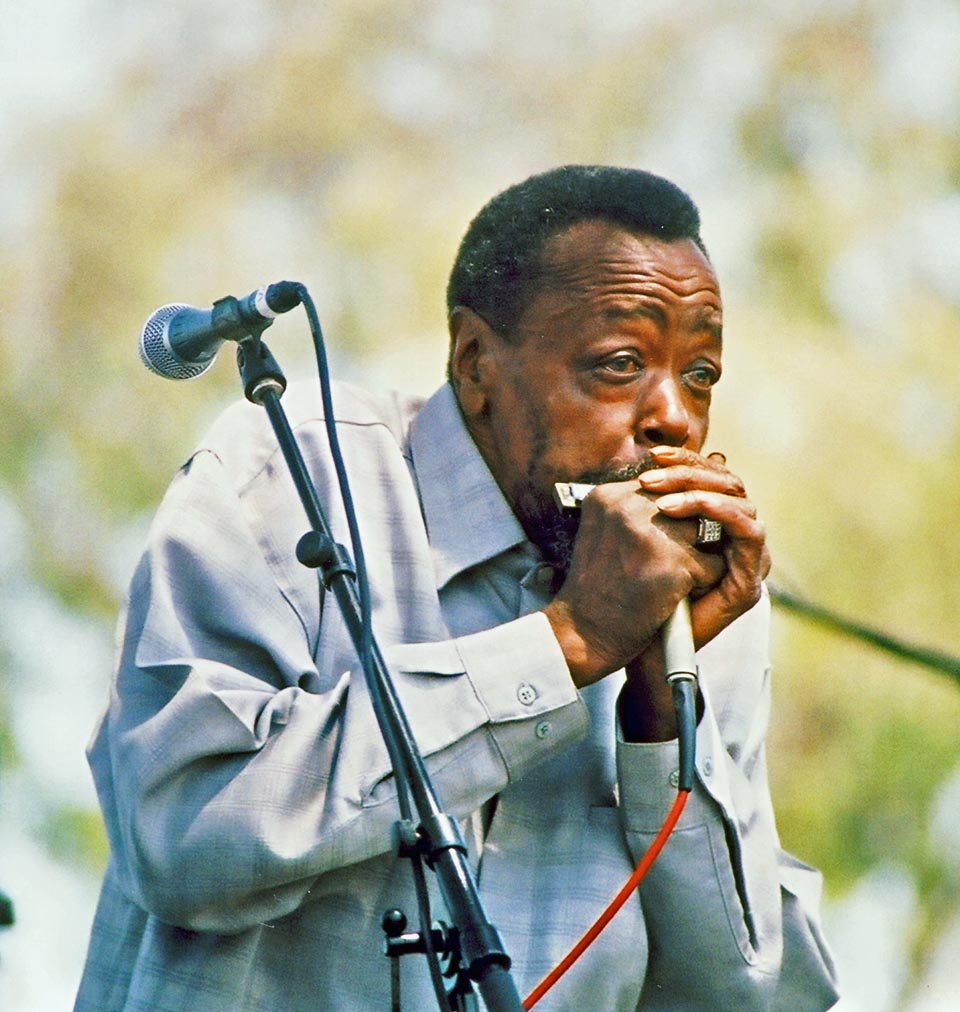
Carey Bell (2003)

Carey Bell (eigentlich Carey Bell Harrington; * 14. November 1936 in Macon, Mississippi; † 6. Mai 2007 in Chicago, Illinois) war ein US-amerikanischer Blues-Musiker. Er spielte Blues Harp und war ein Vertreter des Chicago Blues.

## Leben
Als Kind bewunderte Bell die Musik von Louis Jordan. Er wollte ebenfalls Saxophon spielen, doch das konnte sich seine Familie nicht leisten. Daher spielte er das „Mississippi saxophone“, die Blues Harp; das Spielen auf der Mundharmonika brachte er sich selbst bei. Seine Vorbilder waren DeFord Bailey, Big Walter Horton, Marion „Little Walter“ Jacobs sowie Sonny Boy Williamson I. und II. Mit 13 spielte er in der Band seines Patenonkels Lovie Lee.
1956 ging Bell mit Lee nach Chicago. Hier lernte Bell von Little Walter, Sonny Boy Williamson II. und Big Walter Horton. Mit der steigenden Popularität der elektrischen Gitarre verlor jedoch die Blues Harp an Attraktivität und Bell lernte bei Hound Dog Taylor elektrischen Bass zu spielen. Er spielte zeitweise Bass bei Robert Nighthawk, Johnny Young und Big Walter, spielte jedoch weiterhin Blues Harp in den Bands von Muddy Waters und Willie Dixon.
1972 erschien das Album Big Walter Horton with Carey Bell, im Jahr darauf Bells erstes Soloalbum. Bell spielte weiterhin bei Dixon, dessen Album Living Chicago Blues (1978) für einen Grammy nominiert wurde.
In den 1980er Jahren war Bell hauptsächlich live zu hören, oftmals im Duo mit Louisiana Red. 1990 nahm er mit Junior Wells, James Cotton und Billy Branch das Album  Harp Attack!  auf, das ein Bestseller für die Plattenfirma Alligator wurde. Das Soloalbum Deep Down (1995) verschaffte Bell auch außerhalb der Blues-Szene Beachtung. Als bester Harmonikaspieler erhielt er in diesem Jahr auch den Living Blues Award. Auch in Deutschland war Bell aktiv. So nahm er 1994 mit der Berliner Bluesband East Blues Experience ein Album mit dem Titel "Good Unterstandig" auf.
Carey Bell war bis kurz vor seinem Tod auf Tour und brachte Alben heraus, häufig begleitet von seinem Sohn Lurrie Bell, einem Blues-Gitarristen.
Er starb 2007 in einem Chicagoer Krankenhaus an Herzversagen.

## Diskographie (Auswahl)

### Alben
- 1969 Carey Bell's Blues Harp Delmark
- 1973 Last Night One Way
- 1977 Heartaches and Pain Delmark
- 1982 Goin' on Main Street Evidence
- 1984 Son of a Gun P-Vine Records
- 1990 Dynasty! [1990] JSP
- 1991 Mellow Down Easy Blind Pig Records
- 1995 Carey Bell & Spike Ravenswood Saar
- 1995 Deep Down Alligator
- 1997 Good Luck Man Alligator
- 2003 All-Star blues jam Telarc Blues (Bob Margolin, Carey Bell, Pinetop Perkins, Willie Smith, Hubert Sumlin)
- 2004 Second Nature Alligator
- 2007 Gettin' Up: Live at Buddy Guy's Legends Rosa's Delmark
- 2009 Superharps II Telarc Distribution
- 2009 Brothers in Blues Chrisly Records

### DVD und Video
- Carey And Lurrie Bell - Gettin' Up (2007)